# Плевра
Пле́вра (лат. pleura від грец. πλευρά — «ребро, бік») — вкрита одношаровим плоским епітелієм сполучнотканинна оболонка, що в людини та ссавців укриває легені та внутрішню поверхню грудної клітки. Належить до серозних оболонок.

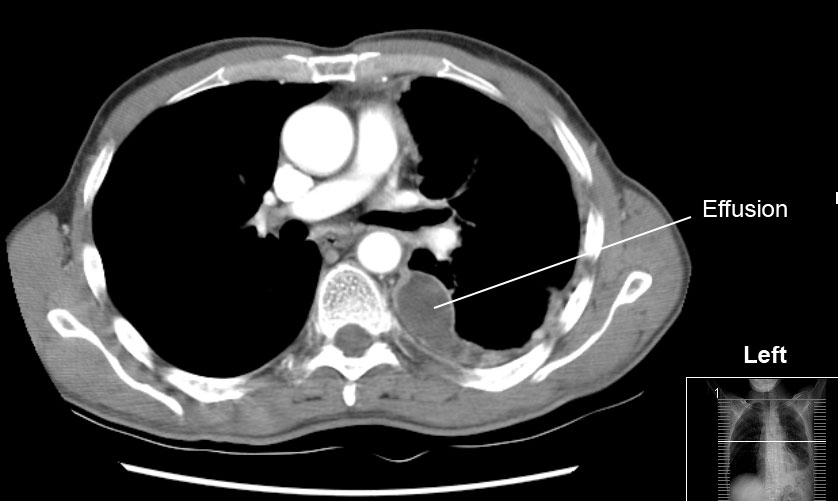
Комп'ютерна томограма, яка демонструє надлишковий об'єм рідини в лівій плевральній порожнині (гідроторакс). Вісцеральний та паріетальний пелюстки плеври потовщені.

Подібно до очеревини, плевра утворює два листки: вісцеральний (pleura visceralis) і парієтальний (pleura parietalis). Вісцеральний тісно зростається з легеневою тканиною з усіх боків, заходить у щілини між їхніми частками. Парієтальний (пристінний) листок зростається з грудною порожниною та органами середостіння. Обидва листки зрощені та утворюють суцільний подвійний мішок навколо легень — плевральну порожнину (cavitas pleuralis).

## Гістологічна будова
Плевра — вкрита мезотелієм сполучнотканинна пластинка. У паріетального листка виділяють реберну, медіастинальну і діафрагмальну поверхні. Медіастинальна зростається з перикардом. У ділянці воріт легень цей листок переходить у вісцеральний. Діафрагма покривається плеврою не вся — частина її зайнята перикардом.

## Порожнина плеври
Плевральна порожнина — вузька замкнена щілина, у якій є невелика кількість серозної рідини, що зволожує листки плеври. У місцях переходу реберної плеври у діафрагмальну і медіастинальну, утворюються синуси (тут легень немає): реберно-діафрагмальний, діафрагмо-медіастинальний і реберно-медіастинальний.